# BBC 1Xtra
BBC Radio 1Xtra (Би-Би-Си Рэдио Уан Экстра) — британская общественная радиостанция. Входит в BBC. Специализируется на «чёрной» музыке (хип-хоп, грайм, бейслайн, британский гэридж, дабстеп, драм-н-бейс, фанк, хаус, дэнсхолл, регги, госпел, бхангра, ритм-н-блюз). Радиостанция ориентирована на людей в возрасте от 15 до 30 лет. Вещание круглосуточно и в цифровом формате.

## История создания
Радиостанция впервые начала своё вещание 16 августа 2002 года и в то время носила название Network X, позже была переименована в 1Xtra. Студия радиостанции находится в том же здании, в котором размещается студия BBC Radio 1.